# 味の素冷凍食品
味の素冷凍食品株式会社（あじのもとれいとうしょくひん）は、東京都中央区銀座に本社を置く味の素グループの冷凍食品メーカーである。

## 主な製品
ギョーザ

ザ★
2015年8月に600g入りの大容量チャーハン「ザ★チャーハン」を発売。2016年12月に大ぶりタイプの肉焼売「ザ★シュウマイ」が発売され、「ザ★」としてシリーズ化された。
五目炒飯
2017年まで発売されていた「具だくさん五目炒飯」が2019年2月に新たな製品として復活発売されたチャーハン。
味からっ
「やわらか若鶏から揚げ」が2018年8月のリニューアルに伴ってブランド化されたから揚げ。
洋食亭
ハンバーグのブランド。以前は家庭用も「フレック」ブランドで「洋食亭」はサブブランドの扱いだったが、その後、家庭用は「洋食亭」へ独立ブランド化されている。
ごろんと
2016年8月に「ごろんと肉厚ハンバーグ」を発売。2017年8月に「ごろんと肉厚メンチカツ」の発売に伴いシリーズ化。
夜九時のひとり呑み
2018年2月発売。雑誌「dancyu」と共同開発されたおつまみのシリーズ。
おにぎり丸
2017年2月発売。凍ったまま握るおにぎりの具。2018年2月に半球型からマカロン状に形状を変え、大きさも小さく（25g→20g）するリニューアルが行われた。
フレック
業務用冷凍食品のブランド。
なお、2017年10月の味の素グループにおけるグローバルブランドロゴ導入に伴い、親会社の味の素やグループ会社の味の素AGF同様、2018年春以降に発売やリニューアルされた製品から順次、家庭用はパッケージ（「おにぎり丸」を除く）の裏面に、業務用は表面に味の素のコーポレートスローガンである「Eat Well, Live Well」付の味の素のコーポレートロゴが新たに表記されている。

## 事業所
- 本社 - 〒104-0061 東京都中央区銀座7丁目14番13号 日土地銀座ビル
- 首都圏リテール営業部、首都圏フードサービス営業部 - 〒108-0074 東京都港区高輪4丁目10番8号 京急第7ビル4階
- 関東リテール営業部、関東フードサービス営業部 - 〒330-0081 埼玉県さいたま市中央区新都心4番地3 ウェルクビル2F
- 東北リテール営業部、東北フードサービス営業部 - 〒980-0011 宮城県仙台市青葉区上杉2丁目3番11号
- 北海道営業部 - 〒063-0801 北海道札幌市西区二十四軒1条4丁目6番11号
- 関西リテール営業部、関西フードサービス営業部 - 〒530-0005 大阪府大阪市北区中之島6丁目2番57号 味の素グループ大阪ビル7階
- 中部リテール営業部、中部フードサービス営業部 - 〒466-8554 愛知県名古屋市昭和区阿由知通2丁目3番地
- 中四国リテール営業部、中四国フードサービス営業部 - 〒730-0041 広島県広島市中区小町6-2
- 九州リテール営業部、九州フードサービス営業部 - 〒812-0013 福岡県福岡市博多区博多駅東2丁目7番27号

### 工場
- 関東工場 - 〒370-0523 群馬県邑楽郡大泉町大字吉田1222番地
- 大泉ブランチ、研究開発センター - 群馬県邑楽郡大泉町大字吉田1210番地-5
- 千葉工場 - 〒261-0002 千葉県千葉市美浜区新港230番
- 中部工場 - 〒503-2402 岐阜県揖斐郡池田町粕ケ原字日吉1766番地の1
- 大阪工場 - 〒551-0012 大阪府大阪市大正区平尾1丁目3番29号
- 四国工場 - 〒769-2302 香川県さぬき市長尾西1873番地
- 九州工場 - 〒840-2104 佐賀県佐賀市諸富町徳富1809番地
- 生産技術開発部 - 〒355-0167 埼玉県比企郡吉見町田甲16-10

## 沿革
- 1970年（昭和45年）- 味の素と伊藤忠商事の共同出資により味の素レストラン食品を設立する。
- 1972年（昭和47年）3月 - 群馬工場の操業を開始する。
- 1973年（昭和48年）- 味の素冷凍食品株式会社四国を設立する。
- 1974年（昭和49年）- 業務用冷凍食品事業に参入する。
- 1978年（昭和53年）- 味の素冷凍食品株式会社九州の工場が完成する。
- 1980年（昭和55年）- 味の素冷凍食品株式会社中部の工場が完成する。
- 1984年（昭和59年）-「HOT!1」シリーズを発売する。
- 1993年（平成5年） - 味の素冷凍食品関東と中部が合併する。
- 1997年（平成9年）- 冷食生産子会社3社が合併し、味の素フレッシュフーズが発足する。
- 2000年（平成12年）- 味の素株式会社の冷食事業を統合し、味の素冷凍食品株式会社が発足する。
- 2003年（平成15年）- 株式会社フレック（日本酸素子会社）と合併する。
- 2017年（平成29年）7月 - ブランドロゴマークを「FRESH FROZEN AJINOMOTO」の表記に刷新する[1]。サウンドロゴは親会社の味の素のものとは異なり、15秒のCMは「FRESH FROZEN」と早口で、30秒のCMは「FRESH FROZEN」と若干ゆっくりとした口調で、「AJINOMOTO」はそれとは別の女性が発する。なお、前述したグローバルブランドロゴの導入に伴い、2018年からは右上に味の素のグローバルブランドロゴも表記されるようになる。